# Хофман (Северна Каролина)
Хофман (енгл. Hoffman) град је у америчкој савезној држави Северна Каролина.

## Демографија
По попису из 2010. године број становника је 588, што је 36 (-5,8%) становника мање него 2000. године.
| Група             | 2000.       | 2010.       |
| Белци             | 250 (40,1%) | 206 (35,0%) |
| Афроамериканци    | 332 (53,2%) | 331 (56,3%) |
| Азијати           | 0 (0,0%)    | 4 (0,7%)    |
| Хиспаноамериканци | 7 (1,1%)    | 16 (2,7%)   |
| Укупно            | 624         | 588         |